# Uto Ughi
Uto Ughi, all'anagrafe Diodato Emilio Bruto Ughi (Busto Arsizio, 21 gennaio 1944), è un violinista e musicista italiano, considerato uno dei massimi esponenti della scuola violinistica italiana contemporanea.

## Biografia
Uto Ughi è nato a Busto Arsizio da Bruno Ughi, avvocato originario di Pirano in Istria, e da Maria Miana, nativa di Voltago Agordino. Ha iniziato da piccolo («a 6-7 anni» dice lui stesso) lo studio della musica e del violino presso la Scuola di musica "Giovanni Battista Pergolesi" a Varese, sotto la guida di Ariodante Coggi, esordendo a soli sette anni al Teatro Lirico di Milano e imponendosi subito all'attenzione della critica e del pubblico come uno straordinario talento. Ha studiato con George Enescu a Parigi, con Corrado Romano a Ginevra, con Yvonne Astruc e Riccardo Brengola all'Accademia Chigiana di Siena, incontrando nel ricco ambiente culturale senese Andrés Segovia e Pablo Casals.
Nel corso della sua carriera si è esibito con le maggiori orchestre del mondo (tra cui la Concertgebouw di Amsterdam, la Boston Symphony Orchestra, la Philadelphia Orchestra, la New York Philharmonic, la National Symphony Orchestra di Washington, la Philharmonia Orchestra di Londra, l'Orchestra sinfonica della radio bavarese, i Filarmonici di Roma e l'Orchestra sinfonica nazionale della RAI e sotto la direzione dei più prestigiosi direttori, tra cui Celibidache, Giulini, Prêtre, Sawallisch, Sinopoli, Kondrašin, Haitink, Rostropovich, Maazel e Davis. Particolari consensi ha riscosso al Festival di Salisburgo e in India, con l'orchestra del Maggio Musicale Fiorentino diretta da Zubin Mehta.
Uto Ughi, oltre a una prolifica attività concertistica sia in Italia sia all'estero, ha dato vita a diversi festival e rassegne musicali, quali "Omaggio a Venezia" (1976), finalizzato alla raccolta di fondi per il restauro dei monumenti della città e "Omaggio a Roma" (1999-2002), per la diffusione del patrimonio musicale. Dal 2003 gli scopi di tali eventi sono stati ripresi nel festival "Uto Ughi per Roma", del quale Ughi è fondatore e direttore artistico. Da ricordare anche l'istituzione, con Bruno Tosi, del premio "Una vita per la Musica".
Il 4 settembre 1997 gli viene conferita dal Presidente della Repubblica l'onorificenza di Cavaliere di Gran Croce per i suoi meriti in campo artistico, mentre nell'aprile del 2002 riceve la Laurea honoris causa in Scienze della Comunicazione dall’Università degli Studi dell’Insubria. Fra le altre onorificenze ricevute da Uto Ughi, vi sono il titolo di Accademico di Santa Cecilia (1978), di Commendatore della Repubblica (18 febbraio 1981, conferitogli dal presidente Pertini), di Grande Ufficiale (2 giugno 1985). Tra i riconoscimenti più significativi vi sono il premio "Una vita per la musica - Leonard Bernstein" (1997), il Premio "Galileo 2000" (2003), il Premio internazionale "Ostia Mare" di Roma (8 agosto 2003), il Premio America della Fondazione Italia USA (2015) e il Premio Internazionale Cicognini (2019).

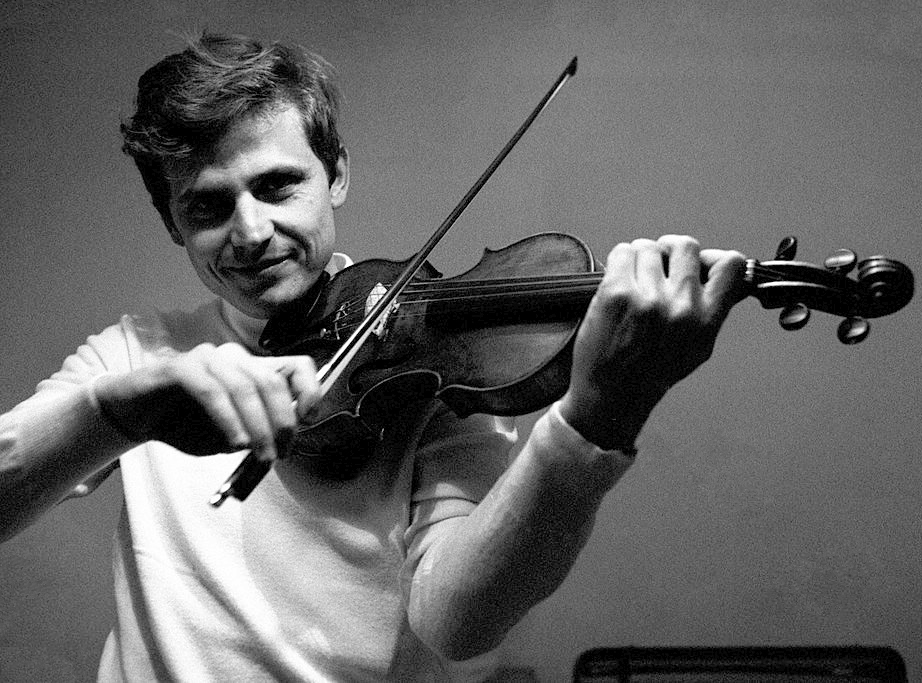
Uto Ughi nel 1970

Nel 2013 esce per Einaudi la sua autobiografia Quel diavolo di un trillo. Note della mia vita. Nel 2020 durante il lockdown per la pandemia di COVID-19 è scelto dal Ministero degli Esteri per diffondere nel mondo un messaggio di promozione della cultura italiana assieme ad altre personalità del mondo musicale come Andrea Bocelli, Paolo Fresu, Renato Zero, Tiziano Ferro e Massimo Ranieri.

### Strumenti
Tra i violini suonati da Ughi, due strumenti sono oltremodo preziosi: lo Stradivari Van Houten-Kreutzer del 1701, appartenuto al violinista omonimo al quale Beethoven aveva dedicato la Sonata in la maggiore op. 47, e il Guarneri del Gesù Cariplo-Hennel-Rosé del 1744, appartenuto ad Arthur Grumiaux. In passato ha posseduto anche lo Stradivari Sinsheimer-General Kyd-Perlman (1714) e i Guarneri Kortschak; ex-Wurlitzer (1739) e Ole Bull (1744).

## Televisione

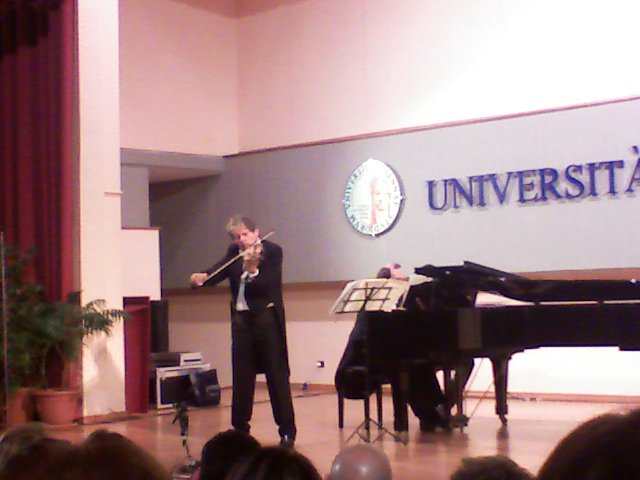
Uto Ughi in concerto all'Università di Enna nel 2006

Dal 7 giugno 2008 Uto Ughi ha condotto su Rai 1 il programma Uto Ughi racconta la musica. Si trattava di una serie di dieci brevi episodi della durata fra i 15 e i 20 minuti, trasmessi a mezzanotte. Il programma, registrato in varie location, si compone di tre parti: una breve spiegazione iniziale seguita dell'esecuzione di uno o più brani e conclusa da un'informale discussione fra il maestro e un gruppo di giovani.
Il 13 giugno 2017, dal Teatro La Fenice, ha partecipato alla puntata Stanotte a Venezia della serie Stanotte a... condotta da Alberto Angela, in cui ha raccontato la vita di Vivaldi e interpretato alcuni brani da Le quattro stagioni. Il 22 settembre 2018 Ughi è di nuovo ospite del programma di Angela svoltosi questa volta a Pompei; qui, nello scenario del Teatro Piccolo, il violinista racconta come il giovane Mozart, in viaggio a Napoli, fu ispirato dal Tempio di Iside per la composizione de Il flauto magico.

### Puntate di "Uto Ughi racconta la musica"
1. 07/06/2008, Basilica di Santa Sabina all'Aventino a Roma - Antonio Vivaldi, Le quattro stagioni
2. 09/06/2008, Auditorium Conciliazione a Roma - Pablo de Sarasate, Fantasia su Carmen
3. 10/06/2008, Sale Apollinee del Gran Teatro La Fenice a Venezia - Franz Schubert, La morte e la fanciulla
4. 11/06/2008, Sale Apollinee del Gran Teatro La Fenice a Venezia - Franz Schubert, La morte e la fanciulla
5. 13/06/2008, Basilica di Santa Sabina all'Aventino a Roma - Felix Mendelssohn, Concerto per violino e orchestra op. 64; Jules Massenet, Meditazione da Thaïs
6. 14/06/2008, Auditorium Conciliazione a Roma - Niccolò Paganini, Concerto per violino in si minore n. 2 op. 7 "La campanella"; Camille Saint-Saëns, Introduzione e rondò capriccioso
7. 16/06/2008, Tempio Kichijyouin a Manazuru - Johann Sebastian Bach, Ciaccona dalla Partita in re minore per violino solo BWV 1004
8. 17/06/2008, Tokyo Metropolitan Art Space a Tokyo - Johannes Brahms, Concerto per violino e orchestra in Re maggiore, op. 77
9. 19/06/2008, Tokyo Metropolitan Art Space a Tokyo - Johannes Brahms, Concerto per violino e orchestra in Re maggiore, op. 77
10. 20/06/2008, Tempio Kichijyouin a Manazuru / Tokyo Metropolitan Art Space a Tokyo - Johann Sebastian Bach, Gavotta dalla Partita per violino n. 3 BWV 1006 e Concerto per due violini in re minore BWV 1043; Niccolò Paganini, Paganiniana.

## Discografia parziale
- 1978 – Beethoven: Le 10 sonate per violino e pianoforte - Lamar Crowson (Music Collection)
- 1979 – Dvorak, Paganini, Brahms, Ries, Mozart, Sarasate - Piernarciso Masi (RCA Red Seal)
- 1982 – Beethoven: Sonate per violino e pianoforte n. 5 e 9 - Wolfgang Sawallisch (RCA Red Seal)
- 1982 – Brahms/Bruch: Concerti per violino - Wolfgang Sawallisch/Philharmonia Orchestra, Gerorges Pretre/London Symphony Orchestra (RCA Classics)
- 1985 – Mozart: The Violin Concertos - Orchestra da Camera di Santa Cecilia (RCA Red Seal)
- 1985 – Tartini: Concerti per violino - Claudio Scimone/I Solisti Veneti (Erato)
- 1988 – Vivaldi: Le Quattro Stagioni - I Virtuosi di Santa Cecilia (RCA Red Seal)
- 1996 – Il Trillo del Diavolo - Leonardo Bartelloni (RCA Red Seal)
- 1997 – Vivaldi: 6 Concerti per violino - I Virtuosi di Santa Cecilia (RCA Red Seal)
- 1998 – Tchaikovsky/Dvorak: Concerti per violino - Kurt Sanderling/London Symphony Orchestra, Leonard Slatkin/Philharmonia Orchestra (RCA Red Seal)
- 2000 – Franck/Grieg: Sonate per violino e pianoforte - Bruno Canino (Amadeus)
- 2002 – Lalo/Saint-Saëns - Rafael Frühbeck De Burgos/Orchestra Sinfonica Nazionale della RAI (Decca)
- 2004 – Uto Ughi e I Filarmonici di Roma (Fonè)
- 2005 – Live in Roma (Fonè)
- 2007 – Beethoven, Spohr, Viotti - Claudio Scimone/I Solisti Veneti (Dynamic)
- 2013 – Violino Romantico - I Filarmonici di Roma (Sony BMG)
- 2018 – Note d'Europa - Andrea Bacchetti (Sony BMG)

## Programmi radiofonici Rai
- Stagione sinfonica Primavera, con Uto Ughi, orchestra sinfonica di Roma diretta da Ferruccio Scaglia, trasmessa il 6 febbraio 1958